# Saula
Saula es un género de coleóptero de la familia Endomychidae.

## Especies
Las especies de este género son:
- Saula atricornis
- Saula biroi
- Saula chujoi
- Saula clavipes
- Saula crassicornis
- Saula curvipes
- Saula elongata
- Saula excisipes
- Saula ferruginea
- Saula filicornis
- Saula fuscicornis
- Saula japonica
- Saula lobatipes
- Saula malleicornis
- Saula nigripes
- Saula oculata
- Saula pallida
- Saula perforatus
- Saula polita
- Saula posticalis
- Saula serraticollis
- Saula simplicicollis
- Saula taiwana
- Saula testaceipes
- Saula tibialis
- Saula variipes